# República Socialista Soviética Autônoma de Adjara
```
   |-
       |
Erro:
:  
valor não especificado para "
nome_comum
"

   |-
       | 
Erro:
:  
valor não especificado para "
continente
"
```

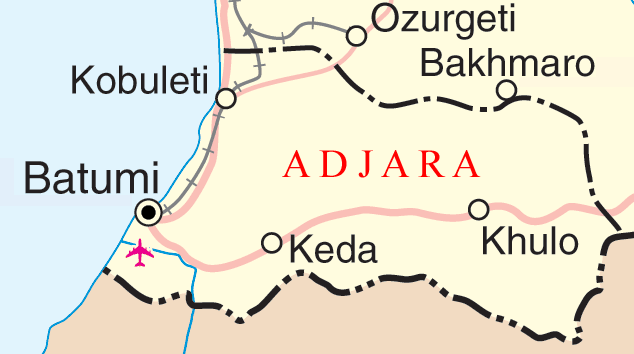
Mapa da República Socialista Soviética Autônoma de Adjara em 1922.

A República Socialista Soviética Autônoma de Adjara (RSSA de Adjara; em georgiano:  აჭარის ავტონომიური საბჭოთა სოციალისტური რესპუბლიკა  ; em russo:  Аджарская Автономная Советская Социалистическая Республика   ) era uma república autônoma da União Soviética dentro da RSS da Geórgia, estabelecida em 16 de julho de 1921.  Após a dissolução da União Soviética em 1991, ela se tornou a República Autônoma da Adjara na Geórgia .

## Estabelecimento
Após uma ocupação temporária pelas tropas turcas e britânicas em 1918 – 1920, Adjara se reuniu com a Geórgia em 1920. Um breve conflito militar em março de 1921 levou o governo de Ancara a ceder o território à Geórgia em conseqüência do Artigo VI do Tratado de Carse, com a condição de que a autonomia fosse concedida à população muçulmana . Consequentemente, a União Soviética estabeleceu a República Socialista Soviética Autônoma de Adjara em 16 de julho de 1921. No entanto, o Islã dentro da nova república, como em outras partes da União Soviética e em comum com o Cristianismo, foi perseguido e reprimido .